# Wolodymyr Lawrynenko
Wolodymyr Lawrynenko (ukrainisch Володимир Лавриненко, wiss. Transliteration Volodymyr Lavrynenko; * 26. April 1984 in Schytomyr) ist ein ukrainischer klassischer Pianist.

## Leben und Werk
Lawrynenko nahm im Alter von 5 Jahren ersten Klavierunterricht. „Er besuchte die Lyssenko Spezialschule für begabte Musiker und schloss 2006 sein Klavierstudium am Tschaikowsky-Konservatorium“ in der Klasse von B. Archimowitsch in Kiew mit Auszeichnung ab.
Anschließend absolvierte er bis 2009 Zusatzstudien an der Hochschule der Künste Bern bei Tomasz Herbut (Konzertdiplom mit Auszeichnung) und anschließend an der Hochschule Luzern bei Konstantin Lifschitz. 2012 erlangte er hier das Solistendiplom (Master of Arts Solo Performance) mit Auszeichnung. Bis 2014 war er an der Hochschule Luzern als Assistent von  Konstantin Lifschitz tätig. 2014 nahm er ein Studium an der Hochschule für Musik und Theater Hamburg auf und erwarb das Konzertexamen bei Jewgeni Koroljow und Anna Winnizkaja.
Er gewann Preise bei der Kiefer-Hablitzel-Stiftung sowie den Wladimir Horowitz Wettbewerb für junge Pianisten in Kiew, dem Karamanow Klavierwettbewerb in Simferopol sowie dem Silvio Bengali Klavierpreis in Val Tidone. 2016 gewann er den Internationalen Schubert-Wettbewerb Dortmund. 2017 erhielt er den Berenberg-Kulturpreis in Hamburg. Meisterkurse absolvierte Volodymyr Lavrynenko u. a. bei Andrei Gawrilow, Dmitri Baschkirow, Alfred Brendel, Alexei Ljubimow und Leon Fleisher.
Lawrynenko konzertierte als Solist und Kammermusiker regelmäßig auf internationalen Bühnen. Konzerttourneen führten ihn u. a. nach Tschechien, Rumänien, Polen, Russland, Frankreich, Italien und in die Schweiz.